# Bosut (Srijemska Mitrovica, Srbija)
Bosut (ćir.: Босут) je naselje u općini Srijemska Mitrovica u Srijemskom okrugu u Vojvodini.

## Stanovništvo
U naselju Bosut živi 1.139 stanovnika, od čega 894 punoljetana stanovnika s prosječnom starosti od 39,1 godina (37,5 kod muškaraca i 40,7 kod žena). U naselju ima 362 domaćinstva, a prosječan broj članova po domaćinstvu je 3,15.
Prema popisu iz 1991. godine u naselju je živjelo 1.149 stanovnika.
| Etnički sastav 2002. |            |        |
| Narod                | Stanovnika |        |
| Srbi                 | 952        | 83,58% |
| Hrvati               | 4          | 0,35%  |
| Mađari               | 2          | 0,17%  |
| Jugoslaveni          | 2          | 0,17%  |
| Rusini               | 1          | 0,08%  |
| Makedonci            | 1          | 0,08%  |
| nepoznato            | 117        | 15,53% |

| broj stanovnika | 689   | 823   | 1094  | 1284  | 1311  | 1149  | 1139  |
|                 | 1948. | 1953. | 1961. | 1971. | 1981. | 1991. | 2001. |

## Vanjske poveznice
- Karte, položaj vremenska prognoza
- Satelitska snimka naselja